# 海巡署1000噸級巡防救難艦 (2021年)
1000噸級巡防救難艦，是中華民國海洋委員會海巡署為了加強巡邏台灣海域保護漁民與更新老舊船艦，規劃籌建6艘1000噸級巡防艦。
但此批次與2016年度成軍的1000噸級巡防救難艦並無直接關聯，艦艏與船樓設計均明顯不同，兩者僅噸位同級，但並非同系列。

## 發展
為替換老舊艦艇並增加現役艦艇數量，海洋委員會海巡署於2018年提出了「籌建海巡艦艇發展計畫（107–116）」，預計以新台幣426億餘元的預算為海巡署建造141艘新型艦艇，其中包6艘1000噸級的巡防救難艦。

## 同級艦
| 艦名     | 舷號   | 承造船廠     | 開工日期       | 安放龍骨日期   | 下水日期       | 交船日期       | 隸屬               | 備註 |
| -------- | ------ | ------------ | -------------- | -------------- | -------------- | -------------- | ------------------ | ---- |
| 彰化艦   | CG1001 | 台灣國際造船 | 2019年12月31日 | 2020年7月10日  | 2021年9月9日   | 2022年11月16日 | 中機隊             |      |
| 台中艦   | CG1002 | 台灣國際造船 | 2021年2月3日   | 2021年11月24日 | 2022年11月16日 | 2023年12月20日 | 中機隊             |      |
| 連江艦   | CG1005 | 台灣國際造船 | 2021年12月26日 |                | 2023年9月21日  | 2024年11月6日  | 第八（澎湖）海巡隊 |      |
| 花蓮艦   | CG1006 | 台灣國際造船 |                |                | 2024年11月6日  | 預計2025年交船 | 東機隊             |      |
| 尚未命名 | CG1007 | 台灣國際造船 |                |                |                | 預計2026年交船 |                    |      |
| 尚未命名 | CG1008 | 台灣國際造船 |                |                |                | 預計2027年交船 |                    |      |